# Giang Hoa
Huyện tự trị dân tộc Dao Giang Hoa (tiếng Trung: 江华瑶族自治县; bính âm: Jiānghuá yáozú zìzhìxiàn) là một đơn vị hành chính trực thuộc địa cấp thị Vĩnh Châu, tỉnh Hồ Nam, Trung Quốc.

### Trấn
- Đà Giang (沱江镇)
- Kiều Đầu Phố (桥头铺镇)
- Đông Điền (东田镇)
- Đại Lộ Phố (大路铺镇)
- Bạch Mang Doanh (白芒营镇)
- Đào Vu (涛圩镇0
- Hà Lộ Khẩu (河路口镇0
- Tiểu Vu (小圩镇)
- Đại Vu (大圩镇)
- Thủy Khẩu (水口镇)
- Mã Thị (码市镇)

### Hương
- Giới Bài (界牌乡)
- Kiều Thị (桥市乡)
- Đại Thạch Kiều (大石桥乡)
- Lưỡng Xá Hà (两岔河乡)
- Vụ Giang (务江乡)
- Hoa Giang (花江乡)
- Tương Giang (湘江乡)
- Bối Giang (贝江乡)
- Trúc Vị Khẩu (未竹口乡)
- Đại Tích (大锡乡)

### Hương dân tộc
- Hương dân tộc Choang/Tráng Thanh Đường (清塘壮族乡)